# Lugo-di-Nazza
Lugo-di-Nazza är en kommun i departementet Haute-Corse på ön Korsika i Frankrike. Kommunen ligger i kantonen Ghisoni som tillhör arrondissementet Corte. År 2022 hade Lugo-di-Nazza 85 invånare.

## Befolkningsutveckling
Antalet invånare i kommunen Lugo-di-Nazza
Referens:INSEE